# آيت الجعيما (الحيمر)
آيت الجعيما هو دُوَّار يقع بجماعة سيدي عيسى الركراكي، إقليم الصويرة، جهة مراكش آسفي في المملكة المغربية. ينتمي الدوّار لمشيخة الحيمر التي تضم دوار واحد. يقدر عدد سكانه بـ 635 نسمة حسب الإحصاء الرسمي للسكان والسكنى لسنة 2004.

## وصلات خارجية
- البوابة الوطنية للجماعات الترابية
- المندوبية السامية للتخطيط